# Carlo Perugini
Carlo Perugini (Recanati, 7 de enero de 1954) es un expiloto de motociclismo italiano que compitió en el Campeonato del Mundo de Motociclismo entre 1977 y 1981. Su mejor temporada fue en 1980 donde acabó undécimo en la clasificación general tanto de la cilindrada de 350 como la de 500cc.

## Resultados en Grandes Premios
Sistema de puntuación usado desde 1969 hasta 1987. Desde 1969 hasta 1975 se entregaba 1 punto al piloto que lograra la vuelta rápida en carrera.
| Posición | 1  | 2  | 3  | 4 | 5 | 6 | 7 | 8 | 9 | 10 |
| Puntos   | 15 | 12 | 10 | 8 | 6 | 5 | 4 | 3 | 2 | 1  |

(Carreras en negrita indica pole position, carreras en cursiva indica vuelta rápida)
| Año  | Clase | Equipo    | 1     | 2       | 3       | 4       | 5       | 6     | 7      | 8       | 9     | 10      | 11     | 12      | 13      | Pts. | Pos. |
| ---- | ----- | --------- | ----- | ------- | ------- | ------- | ------- | ----- | ------ | ------- | ----- | ------- | ------ | ------- | ------- | ---- | ---- |
| 1977 | 500cc | Suzuki    | VEN - | AUT -   | GER 21  | NAT DNQ |         | FRA - |        | NED -   | BEL - | SWE -   | FIN -  | CZE -   | GBR -   | 0    | -    |
| 1978 | 500cc | Suzuki    | VEN - | ESP -   | AUT -   | FRA 9   | NAT Ret | NED - | BEL -  | SWE -   | FIN - | GBR -   | GER -  | CZE -   | YUG -   | 2    | 28.º |
| 1979 | 500cc | Suzuki    | VEN - | AUT Ret | GER Ret | NAT Ret | ESP -   | YUG 8 | NED -  | BEL -   | SWE - | FIN -   | GBR 11 |         | FRA Ret | 3    | 29.º |
| 1980 | 350cc | Suzuki    | NAT 4 |         | FRA 9   |         | NED Ret |       |        | GBR Ret | CZE - | GER 23  |        |         |         | 10   | 11.º |
| 1980 | 500cc | Suzuki    | NAT 5 | ESP 10  | FRA 13  |         | NED Ret | BEL 7 | FIN 7  | GBR Ret |       | GER 9   |        |         |         | 17   | 11.º |
| 1981 | 500cc | Sanvenero |       | AUT DNQ | ALE DNQ | NAC -   | FRA DNQ |       | YUG 19 | NED DNQ | BEL - | RSM Ret | GBR 23 | FIN Ret | SUE -   | 0    | -    |